# Charles Péguy
Charles Pierre Péguy (Orleans, 7 de gener de 1873 – Villeroy, 4 de setembre de 1914) és un poeta, assagista i editor francès. Els seus dos principals corrents de pensament foren el socialisme i el nacionalisme, si bé el 1908 a tot tardar, després d'anys dubtant sobre l'agnosticisme, es convertí en un catòlic creient, però no practicant. A partir d'aquest moment, el catolicisme influí fortament les seves obres.

## Biografia
Péguy va néixer en el si d'una família pobra. La seva mare Cécile, vídua des que Péguy era petit, arreglava cadires per guanyar-se la vida. El seu pare, Désiré Péguy, ebenista, va morir el 1874 a conseqüència de les ferides de combat. Va estudiar al Lycée Lakanal de Sceaux i va obtenir una beca per a l'École Normale Supérieure, on va assistir en particular a les classes d'Henri Bergson i Romain Rolland, amb qui es va fer amic. El 1897, va abandonar formalment l'École Normale Supérieure, sense graduar-se, tot i que va continuar assistint a algunes classes l'any següent. Influenciat pel bibliotecari de l'École Lucien Herr, es va convertir en un dreyfusista convençut.
El 1897, amb 24 anys, es va casar amb Charlotte Péguy-Françoise Baudoin, amb qui tingué una filla i tres fills, un dels quals va néixer després de la mort de Péguy. Vora el 1910, es va enamorar profundament de Blanche Rafael, una jove amiga jueva, però es va mantenir fidel a la seva esposa.
Des dels seus primers anys, va ser influït pel socialisme. El 1895 Péguy es va unir al Partit Socialista. Des de 1900 fins a la seva mort, va ser el principal accionista i l'editor de la revista literària Les Cahiers de la Quinzaine, que inicialment va donar suport al líder socialista Jean Jaurès. Péguy finalment va arraconar el seu suport després que comencés a veure Jaurès com un traïdor de la nació i del socialisme. Als Cahiers, Péguy va publicar no sols els seus propis assajos i poemes, sinó també obres de prohoms de la literatura contemporània com Romain Rolland.
El seu poema de vers lliure Le Porche du Mystère de la deuxième vertu (1912) superà les seixanta edicions a França; de fet, fou el llibre favorit de Charles de Gaulle. El 1989 es traduí al català com a El pòrtic del misteri de la segona virtut en la col·lecció Clàssics del Cristianisme.
Amb l'esclat de la Gran Guerra, Péguy es va convertir en tinent de la 19a companyia del 276è regiment de la infanteria francesa. Va morir en batalla, d'un tret al front, prop de Villeroy (Sena i Marne) el dia abans de l'inici de la Batalla del Marne. S'erigí un monument a Péguy prop del camp on va perdre la vida.

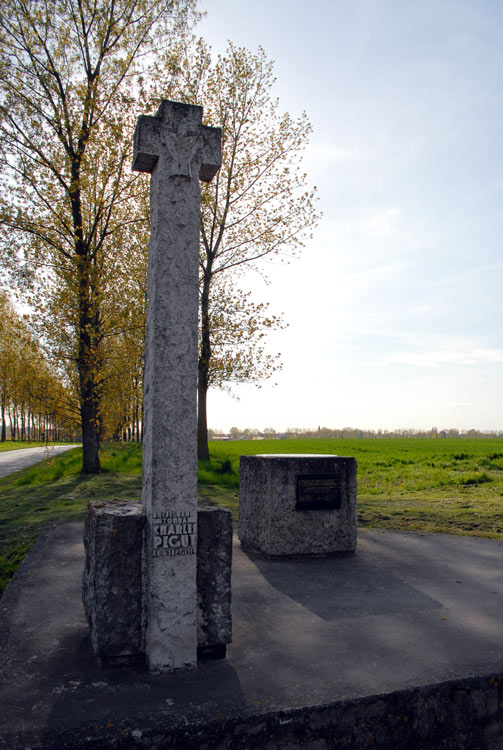
Monument a Charles Péguy

## Obra publicada
Assaigs
- (1901). De la Raison.
- (1902). De Jean Coste.
- (1905). Notre Patrie.
- (1907-8). Situations.
- (1910). Notre Jeunesse.
- (1910). Victor-Marie, Comte Hugo.
- (1911). Un Nouveau Théologien.
- (1913). L'Argent.
- (1913). L'Argent Suite.
- (1914). Note sur M. Bergson et la Philosophie Bergsonienne.
- (1914). Note Conjointe sur M. Descartes et la Philosophie Cartésienne (posth.)
- (1931). Clio. Dialogue de l'Histoire et de l'âme Païenne (posth.)
- (1972). Véronique. Dialogue de l'Histoire et de l'âme Charnelle. Paris: Gallimard (posth.)

Poesia
- (1912). Le Porche du Mystère de la Deuxième Vertu.
- (1913). La Tapisserie de Sainte Geneviève et de Jeanne d'Arc.
- (1913). La Tapisserie de Notre-Dame.
- (1913). Ève.

Obres de teatre
- (1897). Jeanne d'Arc. Paris: Librairie de la Revue Socialiste.
- (1910). Le Mystère de la Charité de Jeanne d'Arc.
- (1912). Le Mystère des Saints Innocents.

Miscel·lània
- (1927). Lettres et Entretiens (posth.)
- (1980). Correspondance, 1905-1914: Charles Péguy - Pierre Marcel. Paris: Minard (posth.)

Obres col·lectives
- (1916–55). Œuvres Complètes de Charles-Péguy. Paris: Gallimard (20 vols.)
- (1941). Œuvres Poétiques Complètes. Bibliothèque de la Pléiade: Gallimard.
- (1987–92). Œuvres en Prose Complètes:
  - Tome I. Bibliothèque de la Pléiade: Gallimard, 1987.
  - Tome II. Bibliothèque de la Pléiade: Gallimard, 1988.
  - Tome III. Bibliothèque de la Pléiade: Gallimard, 1992.